# 148 (getal)
148 (honderdachtenveertig) is een even natuurlijk getal, dat volgt op 146 en gevolgd wordt door 149.  
- 148 is het negende Heptagonaal getal